# Niccolo Pizzolo
Niccolò di Pietro da Villaganzerla, conegut com a Niccolò Pizzolo (Villaganzerla, 1421 - Pàdua, abans del 18 de desembre de 1453) va ser un pintor i escultor italià actiu durant el primer Renaixement. El sobrenom de «Pizzolo» –és a dir, petit– té alguna cosa a veure amb el fet que Niccolò fos el menor dels fills del seu pare.

## Biografia
Fill de Pietro da Villagazerla, va néixer al si d'una família de pròspers comerciants. Giorgio Vasari el descriu com a alumne de Francesco Squarcione, al taller del qual possiblement va conèixer a l'artista Andrea Mantegna. Segons la tradició, va col·laborar (1434-1437) amb Filippo Lippi i Ansuino da Forlì a les decoracions de la Capella del Podestà de Pàdua, per a la que va realitzar un Déu Pare per la cúpula. Per l'extrema joventut de Pizzolo a l'època dels mencionats treballs és possible que la seva aportació es produís una mica després, encara que és innegable la influència que Lippi va exercir a la seva obra.

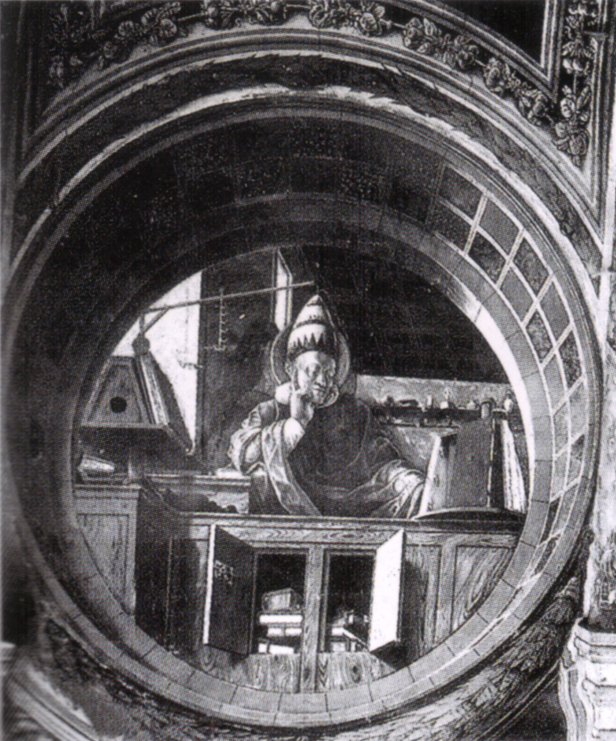
Sant Gregori, pintura al fresc destruïda de la Capella Ovetari.

Entre 1446 i 1449 va treballar com a ajudant de Donatello en la forja de l'altar dede bronze de l'església de Sant Antoni a Pàdua. Se li atribueix un dels deu relleus d'àngels muntats en la base de l'altar, però és impossible distingir quin d'ells és. Durant l'any 1448 va ser un dels quatre artistes encarregats de la decoració de la Capella Ovetari als Eremitani de Pàdua; mentre els venecians Giovanni d'Alemagna i Antonio Vivarini es van encarregar d'una meitat de la capella, Mantegna i Pizzolo es van fer càrrec de l'altra meitat. Però no sense problemes, perquè Pizzolo va haver de recórrer a la justícia a causa de les contínues ingerències de Mantegna en el seu treball. Un arbitri, el 27 de setembre de 1449, deixava clar que Pizzolo era l'únic responsable de l'execució de l'altar de terracota daurada de la capella, a més a més d'una certa porció de pintures al fresc. Tanmateix, no va poder acabar la seva part, perquè va morir inesperadament a la fi de 1453, deixant bona part dels frescs assignats sense concloure.
De les escasses obres que de la seva mà han arribat fins als nostres dies es pot deduir que el seu art mostrava ponts entre l'art paduà representat per Mantegna, amb el seu amor pel disseny i la perspectiva classicista, amb l'estil toscà, que prestava més gran atenció al detall realista.

## Obres destacades
- Sant bisbe (Museu Jacquemart-André, París)
- Decoracions de la Capella Ovetari (1448-1453 dels Eremitani, Pàdua), destruïts el 1944.
  - Sant Gregori
  - Sant Ambròs
  - Sant Jeroni
  - Sant Agustí
- Mare de Déu amb l'Infant i els sants Domènec, Pere Màrtir, Joan Baptista i Sant Jaume el Major (1448-1449, Capella Ovetari dels Eremitani, Pàdua), terracota daurada.